# 568 TCN
568 TCN là một năm trong lịch La Mã.